# Haimbachia
Haimbachia là một chi bướm đêm thuộc họ Crambidae.